# Leucophenga confluens
Leucophenga confluens är en tvåvingeart som beskrevs av Oswald Duda 1923. Leucophenga confluens ingår i släktet Leucophenga och familjen daggflugor.
Artens utbredningsområde är Taiwan. Inga underarter finns listade i Catalogue of Life.